# سینت هلن (میشیگان)
سینت هلن (به انگلیسی: St. Helen) یک منطقهٔ مسکونی در ایالات متحده آمریکا است که در شهرستان راسکومون، میشیگان واقع شده‌است. سینت هلن ۱۵٫۳ کیلومتر مربع مساحت و ۲٬۶۶۸ نفر جمعیت دارد و ۳۶۳ متر بالاتر از سطح دریا واقع شده‌است.